# Stade africain sétifien
Ne doit pas être confondu avec Stade Sporting Sétif.
Pour les articles homonymes, voir SAS.
Maillots
Dernière mise à jour : 13 janvier 2025.
Le Stade Africain Sétifien (en arabe : الملعب الإفريقي السطايفي), plus couramment abrégé en SA Sétif ou encore en SAS, est un club de football algérien fondé en 1947 et basé dans la Wilaya de Sétif.

## Histoire

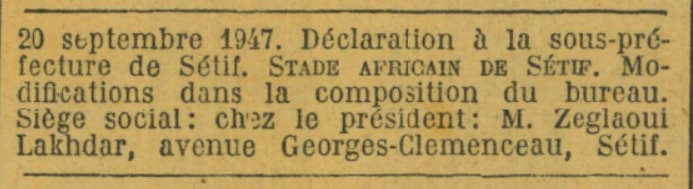
PV de création du club dans le Journal officiel de la République française

Le Stade Africain Sétifien est le deuxième plus ancien club musulman de Sétif après l'USM Sétif. Il a été créé par des militants du PPA-MTLD le 20 septembre 1947, sous la présidence de Lakhdar Zeglaoui.
Le 2 novembre 1949, le SAS organise un premier grand tournoi auquel participeront le MC Alger le MC El Eulma entre autres. Durant la guerre d’Algérie 47 de ses membres vont périr, ce qui lui vaut le surnom de club des martyrs.
À l'indépendance le club participe au critérium d'honneur 1962/1963 pour la zone de Constantine dans le groupe IV mais alors que l'USM Sétif et l'ES Sétif accèdent à la division d'honneur, le SAS est versé au second palier, soit en pré-honneur.
En 1977 dans le cadre de la réforme sportive, le club est pris en charge par l'office national des forêts jusqu'en 1982.

## Résultats sportifs

### Palmarès
| Compétitions nationales                       |
| --------------------------------------------- |
| - Coupe d'Algérie Juniors - Vainqueur : 1967. |

## Parcours

### Classement en championnat par année
- 1962-63 : D1, C-H Constantine Groupe 4, 8e
- 1963-64 : D2, PH Est , 5e
- 1964-65 : D3, PH Est , ?e
- 1965-66 : D2, PH Est , 5e
- 1966-67 : D3, DH Est, 7e
- 1967-68 : D3, DH Est, 8e
- 1968-69 : D3, DH Est, 8e
- 1969-70 : D?, ?e
- 1970-71 : D?, ?e
- 1971-72 : D?, ?e
- 1972-73 : D?, ?e
- 1973-74 : D?, ?e
- 1974-75 : D?, ?e
- 1975-76 : D?, ?e
- 1976-77 : D?, ?e
- 1977-78 : D?, ?e
- 1978-79 : D?, ?e
- 1979-80 : D?, ?e
- 1980-81 : D?, ?e
- 1981-82 : D?, ?e
- 1982-83 : D?, ?e
- 1983-84 : D?, ?e
- 1984-85 : D?, ?e
- 1985-86 : D?, ?e
- 1986-87 : D?, ?e
- 1987-88 : D?, ?e
- 1988-89 : D?, ?e
- 1989-90 : D4, DH Batna, ?e
- 1990-91 : D4, DH Batna, ?e
- 1991-92 : D?, ?e
- 1992-93 : D?, ?e
- 1993-94 : D?, ?e
- 1994-95 : D?, ?e
- 1995-96 : D?, ?e
- 1996-97 : D?, ?e
- 1997-98 : D?, ?e
- 1998-99 : D3, Régional Constantine, 8e
- 1999-00 : D?, ?e
- 2000-01 : D?, ?e
- 2001-02 : D?, ?e
- 2002-03 : D?, ?e
- 2003-04 : D?, ?e
- 2004-05 : D?, ?e
- 2005-06 : D?, ?e
- 2006-07 : D4, R1 Constantine, 2e
- 2007-08 : D4, R1 Constantine, ?e
- 2008-09 : D4, R1 Constantine, 10e
- 2009-10 : D4, R1 Constantine, 9e
- 2010-11 : D5, R1 Constantine, 14e
- 2011-12 : D5, R1 Constantine, 5e
- 2012-13 : D5, R1 Constantine, 8e
- 2013-14 : D5, R1 Constantine, 10e
- 2014-15 : D5, R1 Constantine, 7e
- 2015-16 : D5, R1 Constantine, ?e
- 2016-17 : D5, R1 Constantine, 1re
- 2017-18 : D4, Inter Régions Centre-Est 2e
- 2018-19 : D4, Inter Régions Centre-Est 3e
- 2019-20 : D4, Inter Régions Centre-Est 9e
- 2020-21 : Saison Blanche
- 2021-22 : D4, R1 Constantine groupe A, 2e
- 2022-23 : D4, R1 Constantine 3e
- 2023-24 : D4, R1 Constantine 2e
- 2024-25 : D4, R1 Constantine 3e

### Parcours du SA Sétif en coupe d'Algérie
| Saison  | Tour        | Matchs            | Résultats     |
| ------- | ----------- | ----------------- | ------------- |
| 1962-63 | ?           | ?                 | ?             |
| 1963-64 | ?           | ?                 | ?             |
| 1964-65 | 1/32 finale | USM Sétif         | 2-1           |
| 1965-66 | ?           | ?                 | ?             |
| 1966-67 | 1/16 finale | JSM Skikda        | 1-0           |
| 1967-68 | 1/16 finale | ES Guelma         | 3-1           |
| 1968-69 | 1/32 finale | ES Guelma         | 4-1           |
| 1969-70 | 1/32 finale | ASPTT Constantine | 2-1           |
| 1970-71 | ?           | ?                 | ?             |
| 1971-72 | 1/32 finale | JSM Skikda        | 1-0           |
| 1972-73 | ?           | ?                 | ?             |
| 1973-74 | ?           | ?                 | ?             |
| 1974-75 | ?           | ?                 | ?             |
| 1975-76 | ?           | ?                 | ?             |
| 1976-77 | ?           | ?                 | ?             |
| 1977-78 | ?           | ?                 | ?             |
| 1978-79 | ?           | ?                 | ?             |
| 1979-80 | ?           | ?                 | ?             |
| 1980-81 | ?           | ?                 | ?             |
| 1981-82 | ?           | ?                 | ?             |
| 1982-83 | ?           | ?                 | ?             |
| 1983-84 | ?           | ?                 | ?             |
| 1984-85 | ?           | ?                 | ?             |
| 1985-86 | ?           | ?                 | ?             |
| 1986-87 | ?           | ?                 | ?             |
| 1987-88 | ?           | ?                 | ?             |
| 1988-89 | ?           | ?                 | ?             |
| 1989-90 | N.J         | N.J               | N.J           |
| 1990-91 | ?           | ?                 | ?             |
| 1991-92 | ?           | ?                 | ?             |
| 1992-93 | N.J         | N.J               | N.J           |
| 1993-94 | ?e T.R      | ?                 | ?             |
| 1994-95 | ?e T.R      | ?                 | ?             |
| 1995-96 | ?e T.R      | ?                 | ?             |
| 1996-97 | ?e T.R      | ?                 | ?             |
| 1997-98 | ?e T.R      | ?                 | ?             |
| 1998-99 | ?e T.R      | ?                 | ?             |
| 1999-00 | ?e T.R      | ?                 | ?             |
| 2000-01 | ?e T.R      | ?                 | ?             |
| 2001-02 | ?e T.R      | ?                 | ?             |
| 2002-03 | ?e T.R      | ?                 | ?             |
| 2003-04 | ?e T.R      | ?                 | ?             |
| 2004-05 | ?e T.R      | ?                 | ?             |
| 2005-06 | ?e T.R      | ?                 | ?             |
| 2006-07 | 4e T.R      | HB Chelghoum Laid | 1-0           |
| 2007-08 | ?e T.R      | ?                 | ?             |
| 2008-09 | ?e T.R      | ?                 | ?             |
| 2009-10 | ?e T.R      | ?                 | ?             |
| 2010-11 | ?e T.R      | ?                 | ?             |
| 2011-12 | ?e T.R      | ?                 | ?             |
| 2012-13 | ?e T.R      | ?                 | ?             |
| 2013-14 | 3e T.R      | WA Ramdane Djamel | 2-0           |
| 2014-15 | ?e T.R      | ?                 | ?             |
| 2015-16 | 2e T.R      | JJ Azzaba         | 1-2           |
| 2016-17 | ?e T.R      | ?                 | ?             |
| 2017-18 | 1/32 finale | ASM Oran          | 2-0           |
| 2018-19 | 1/32 finale | CRB Kaïs          | 1-1 TAB (3-2) |
| 2019-20 | ?e T.R      | ?                 | ?             |
| 2023-24 | 1/32 finale | USM Annaba        | 3-2           |

## Identité du club

### Couleurs
Les couleurs du Stade Africain Sétifien sont le Vert, le Rouge et le Blanc, couleurs qui représentait le mouvement nationaliste algérien. Le SAS a joué également plusieurs saisons avec des maillots Verts et Rouges comme hommage au Mouloudia d'Alger, ancien club de Mokhtar Arribi et club avec lequel ils partageaient les mêmes valeurs.

### Logos

Ancien logo du club
Logo actuel du club

## Personnalités du club
- Mokhtar Arribi
- Mohamed Guessab
- Lakhder Souakir
- Mohamed Kirouani
- Khier Guessab
- Abbaoui Abderrahmane
- Abderrahmane Ziad
- Mourad Delhoum
- Hichem Souakir
- Zoubir Guenifi
- Rabah Debbous
- Kadour Belkhir
- Mustapha Oussica
- Kadour Kacem
- Tayeb Bella
- Zakaria Benhocine
- Djallal Achacha